# کارل بورکرت
کارل بورکرت (چکی: Karel Burkert؛ ۱ دسامبر ۱۹۰۹ – ۲۶ مارس ۱۹۹۱) یک بازیکن فوتبال اهل چکسلواکی بود.

## باشگاهی
از باشگاه‌هایی که در آن بازی کرده‌است می‌توان به باشگاه فوتبال لفسکی صوفیه اشاره کرد.

## تیم ملی
وی سابقه یک بازی برای تیم ملی فوتبال بلغارستان و ۶ بازی برای تیم ملی فوتبال چکسلواکی را در کارنامه دارد.